# Deelnemers UEFA-toernooien Frankrijk
Onderstaande tabellen bevatten de deelnemers aan de UEFA-toernooien uit Frankrijk.

## Mannen
NB Klikken op de clubnaam geeft een link naar het Wikipedia-artikel over het betreffende toernooi in het betreffende seizoen.
| Seizoen | Europacup I                                                        | Europacup II                                                                                                   | Jaarbeursstedenbeker                                                                          |                                                                  |
| ------- | ------------------------------------------------------------------ | --- | --------------------------------------------------------------------------------------------- | ---------------------------------------------------------------- |
| 1955/56 | Stade de Reims                                                     | |                                                                                               |                                                                  |
| 1956/57 | OGC Nice                                                           | |                                                                                               |                                                                  |
| 1957/58 | AS Saint-Étienne                                                   | |                                                                                               |                                                                  |
| 1958/59 | Stade de Reims                                                     | | 1958-60: Olympique Lyonnais                                                                   |                                                                  |
| 1959/60 | OGC Nice                                                           | |                                                                                               |                                                                  |
| 1960/61 | Stade de Reims                                                     | | Olympique Lyonnais                                                                            |                                                                  |
| 1961/62 | AS Monaco                                                          | Sedan Torcy | Olympique Lyonnais RC Strasbourg                                                              |                                                                  |
| 1962/63 | Stade de Reims                                                     | AS Saint-Étienne                                                                                               | Olympique Marseille                                                                           |                                                                  |
| 1963/64 | AS Monaco                                                          | Olympique Lyonnais                                                                                             | RC Paris                                                                                      |                                                                  |
| 1964/65 | AS Saint-Étienne                                                   | Olympique Lyonnais                                                                                             | Girondins de Bordeaux RC Strasbourg Stade francais                                            |                                                                  |
| 1965/66 | FC Nantes                                                          | Stade Rennais                                                                                                  | Girondins de Bordeaux RC Strasbourg Stade francais                                            |                                                                  |
| 1966/67 | FC Nantes                                                          | RC Strasbourg                                                                                                  | Girondins de Bordeaux OGC Nice Toulouse FC                                                    |                                                                  |
| 1967/68 | AS Saint-Étienne                                                   | Olympique Lyonnais                                                                                             | Girondins de Bordeaux OGC Nice RC Strasbourg                                                  |                                                                  |
| 1968/69 | AS Saint-Étienne                                                   | Girondins de Bordeaux                                                                                          | FC Metz OGC Nice Olympique Lyonnais Olympique Marseille                                       |                                                                  |
| 1969/70 | AS Saint-Étienne                                                   | Olympique Marseille                                                                                            | Girondins de Bordeaux FC Metz FC Rouen                                                        |                                                                  |
| 1970/71 | AS Saint-Étienne                                                   | FC Nantes | Angoulême Olympique Marseille CS Sedan                                                        |                                                                  |
| Seizoen | Europacup I                                                        | Europacup II                                                                                                   | UEFA Cup                                                                                      |                                                                  |
| 1971/72 | Olympique Marseille                                                | Stade Rennais                                                                                                  | AS Saint-Étienne FC Nantes Nîmes Olympique                                                    |                                                                  |
| 1972/73 | Olympique Marseille                                                | SC Bastia | Angers SCO Nîmes Olympique FC Sochaux-Montbéliard                                             |                                                                  |
| 1973/74 | FC Nantes                                                          | Olympique Lyonnais                                                                                             | OGC Nice Olympique Marseille                                                                  |                                                                  |
| 1974/75 | AS Saint-Étienne                                                   | AS Monaco | FC Nantes Olympique Lyonnais                                                                  |                                                                  |
| 1975/76 | AS Saint-Étienne                                                   | RC Lens | Olympique Lyonnais Olympique Marseille                                                        |                                                                  |
| 1976/77 | AS Saint-Étienne                                                   | Olympique Marseille                                                                                            | OGC Nice FC Sochaux-Montbéliard                                                               |                                                                  |
| 1977/78 | FC Nantes                                                          | AS Saint-Étienne                                                                                               | RC Lens SC Bastia                                                                             |                                                                  |
| 1978/79 | AS Monaco                                                          | AS Nancy-Lorraine                                                                                              | FC Nantes RC Strasbourg                                                                       |                                                                  |
| 1979/80 | RC Strasbourg                                                      | FC Nantes | AS Monaco AS Saint-Étienne                                                                    |                                                                  |
| 1980/81 | FC Nantes                                                          | AS Monaco | AS Saint-Étienne FC Sochaux-Montbéliard                                                       |                                                                  |
| 1981/82 | AS Saint-Étienne                                                   | SC Bastia | Girondins de Bordeaux AS Monaco FC Nantes                                                     |                                                                  |
| 1982/83 | AS Monaco                                                          | Paris Saint-Germain                                                                                            | AS Saint-Étienne FC Sochaux-Montbéliard Girondins de Bordeaux                                 |                                                                  |
| 1983/84 | FC Nantes                                                          | Paris Saint-Germain                                                                                            | Girondins de Bordeaux RC Lens Stade Lavallois                                                 |                                                                  |
| 1984/85 | Girondins de Bordeaux                                              | FC Metz | AJ Auxerre AS Monaco Paris Saint-Germain                                                      |                                                                  |
| 1985/86 | Girondins de Bordeaux                                              | AS Monaco | AJ Auxerre FC Metz FC Nantes                                                                  |                                                                  |
| 1986/87 | Paris Saint-Germain                                                | Girondins de Bordeaux                                                                                          | FC Nantes RC Lens Toulouse FC                                                                 |                                                                  |
| 1987/88 | Girondins de Bordeaux                                              | Olympique Marseille                                                                                            | AJ Auxerre Toulouse FC                                                                        |                                                                  |
| 1988/89 | AS Monaco                                                          | FC Metz | Girondins de Bordeaux Montpellier HSC                                                         |                                                                  |
| 1989/90 | Olympique Marseille                                                | AS Monaco | AJ Auxerre FC Sochaux-Montbéliard Paris Saint-Germain                                         |                                                                  |
| 1990/91 | Olympique Marseille                                                | Montpellier HSC                                                                                                | AS Monaco Girondins de Bordeaux                                                               |                                                                  |
| 1991/92 | Olympique Marseille                                                | AS Monaco | AJ Auxerre AS Cannes Olympique Lyonnais                                                       |                                                                  |
| Seizoen | Champions League                                                   | Europacup II                                                                                                   | UEFA Cup                                                                                      | Intertoto Cup                                                    |
| 1992/93 | Olympique Marseille                                                | AS Monaco | AJ Auxerre Paris Saint-Germain SM Caen                                                        |                                                                  |
| 1993/94 | AS Monaco                                                          | Paris Saint-Germain                                                                                            | AJ Auxerre FC Nantes Girondins de Bordeaux                                                    |                                                                  |
| 1994/95 | Paris Saint-Germain                                                | AJ Auxerre | AS Cannes FC Nantes Girondins de Bordeaux Olympique Marseille                                 |                                                                  |
| 1995/96 | FC Nantes                                                          | Paris Saint-Germain                                                                                            | AJ Auxerre AS Monaco Olympique Lyonnais RC Lens Girondins de Bordeaux RC Strasbourg           | AS Cannes FC Metz <- Girondins de Bordeaux <- RC Strasbourg      |
| 1996/97 | AJ Auxerre                                                         | Nîmes Olympique Paris Saint-Germain                                                                            | AS Monaco FC Metz Montpellier HSC RC Lens EA Guingamp                                         | <- EA Guingamp FC Nantes RC Strasbourg Stade Rennais             |
| 1997/98 | AS Monaco Paris Saint-Germain                                      | OGC Nice | FC Metz FC Nantes Girondins de Bordeaux RC Strasbourg AJ Auxerre Olympique Lyonnais SC Bastia | <- AJ Auxerre Montpellier HSC <- Olympique Lyonnais <- SC Bastia |
| 1998/99 | FC Metz -> RC Lens                                                 | Paris Saint-Germain                                                                                            | FC Metz AS Monaco Girondins de Bordeaux Olympique Lyonnais Olympique Marseille                | AJ Auxerre SC Bastia                                             |
| Seizoen | Champions League                                                   | UEFA Cup | Intertoto Cup                                                                                 |                                                                  |
| 1999/00 | Girondins de Bordeaux Olympique Lyonnais -> Olympique Marseille    | Olympique Lyonnais AS Monaco FC Nantes RC Lens Montpellier HSC                                                 | FC Metz <- Montpellier HSC Stade Rennais                                                      |                                                                  |
| 2000/01 | AS Monaco Olympique Lyonnais Paris Saint-Germain                   | FC Gueugnon FC Nantes Girondins de Bordeaux                                                                    | AJ Auxerre CS Sedan RC Lens                                                                   |                                                                  |
| 2001/02 | FC Nantes Lille OSC -> Olympique Lyonnais ->                       | Lille OSC Olympique Lyonnais CS Sedan Girondins de Bordeaux RC Strasbourg Paris Saint-Germain Troyes AC        | <- Paris Saint-Germain SC Bastia Stade Rennais <- Troyes AC                                   |                                                                  |
| 2002/03 | AJ Auxerre -> Olympique Lyonnais -> RC Lens ->                     | AJ Auxerre Olympique Lyonnais RC Lens FC Lorient Girondins de Bordeaux Paris Saint-Germain                     | FC Sochaux-Montbéliard Lille OSC Troyes AC                                                    |                                                                  |
| 2003/04 | AS Monaco Olympique Lyonnais Olympique Marseille ->                | Olympique Marseille AJ Auxerre FC Sochaux-Montbéliard Girondins de Bordeaux RC Lens                            | EA Guingamp FC Nantes OGC Nice                                                                |                                                                  |
| 2004/05 | AS Monaco Olympique Lyonnais Paris Saint-Germain                   | AJ Auxerre LB Châteauroux FC Sochaux-Montbéliard Lille OSC                                                     | FC Nantes <- Lille OSC OGC Nice                                                               |                                                                  |
| 2005/06 | AS Monaco -> Lille OSC -> Olympique Lyonnais                       | AS Monaco Lille OSC AJ Auxerre RC Strasbourg Stade Rennais Olympique Marseille RC Lens                         | AS Saint-Étienne <- Olympique Marseille <- RC Lens                                            |                                                                  |
| 2006/07 | Girondins de Bordeaux -> Lille OSC Olympique Lyonnais              | Girondins de Bordeaux AS Nancy-Lorraine Paris Saint-Germain RC Lens AJ Auxerre Olympique Marseille             | <- AJ Auxerre <- Olympique Marseille                                                          |                                                                  |
| 2007/08 | Olympique Lyonnais Olympique Marseille Toulouse FC ->              | Toulouse FC FC Sochaux-Montbéliard Girondins de Bordeaux Stade Rennais RC Lens                                 | <- RC Lens                                                                                    |                                                                  |
| 2008/09 | Girondins de Bordeaux -> Olympique Lyonnais Olympique Marseille -> | Girondins de Bordeaux Olympique Marseille AS Nancy-Lorraine AS Saint-Étienne Paris Saint-Germain Stade Rennais | <- Stade Rennais                                                                              |                                                                  |
| Seizoen | Champions League                                                   | Europa League                                                                                                  |                                                                                               |                                                                  |
| 2009/10 | Girondins de Bordeaux Olympique Lyonnais Olympique Marseille ->    | Olympique Marseille EA Guingamp Lille OSC Toulouse FC                                                          |                                                                                               |                                                                  |
| 2010/11 | AJ Auxerre Olympique Lyonnais Olympique Marseille                  | Lille OSC Montpellier HSC Paris Saint-Germain                                                                  |                                                                                               |                                                                  |
| 2011/12 | Lille OSC Olympique Lyonnais Olympique Marseille                   | FC Sochaux-Montbéliard Paris Saint-Germain Stade Rennais                                                       |                                                                                               |                                                                  |
| 2012/13 | Lille OSC Montpellier HSC Paris Saint-Germain                      | Girondins de Bordeaux Olympique Lyonnais Olympique Marseille                                                   |                                                                                               |                                                                  |
| 2013/14 | Olympique Lyonnais -> Olympique Marseille Paris Saint-Germain      | Olympique Lyonnais AS Saint-Étienne Girondins de Bordeaux OGC Nice                                             |                                                                                               |                                                                  |
| 2014/15 | Lille OSC -> AS Monaco Paris Saint-Germain                         | Lille OSC AS Saint-Étienne EA Guingamp Olympique Lyonnais                                                      |                                                                                               |                                                                  |
| 2015/16 | AS Monaco -> Olympique Lyonnais Paris Saint-Germain                | AS Monaco AS Saint-Étienne Girondins de Bordeaux Olympique Marseille                                           |                                                                                               |                                                                  |
| 2016/17 | AS Monaco Olympique Lyonnais -> Paris Saint-Germain                | Olympique Lyonnais AS Saint-Étienne Lille OSC OGC Nice                                                         |                                                                                               |                                                                  |
| 2017/18 | AS Monaco OGC Nice -> Paris Saint-Germain                          | OGC Nice Girondins de Bordeaux Olympique Lyonnais Olympique Marseille                                          |                                                                                               |                                                                  |
| 2018/19 | AS Monaco Olympique Lyonnais Paris Saint-Germain                   | Girondins de Bordeaux Olympique Marseille Stade Rennais                                                        |                                                                                               |                                                                  |
| 2019/20 | Lille OSC Olympique Lyonnais Paris Saint-Germain                   | AS Saint-Étienne RC Strasbourg Stade Rennais                                                                   |                                                                                               |                                                                  |
| 2020/21 | AS Monaco Olympique Lyonnais Paris Saint-Germain                   | Girondins de Bordeaux Olympique Marseille Stade Rennais                                                        |                                                                                               |                                                                  |
| Seizoen | Champions League                                                   | Europa League                                                                                                  | Europa Conference League                                                                      |                                                                  |
| 2021/22 | Lille OSC AS Monaco Paris Saint-Germain                            | Olympique Lyonnais Olympique Marseille                                                                         | Stade Rennais                                                                                 |                                                                  |

### Deelnames
Aantal seizoenen
| 36x Olympique Lyonnais 34x Girondins de Bordeaux 32x Olympique Marseille 31x AS Monaco 30x Paris Saint-Germain 24x FC Nantes 23x AS Saint-Étienne 19x AJ Auxerre 14x RC Lens 14x Lille OSC 14x OGC Nice 13x Stade Rennais 13x RC Strasbourg 10x FC Metz 10x FC Sochaux-Montbéliard 07x Montpellier HSC 06x SC Bastia | 05x Stade de Reims 05x Toulouse FC 04x EA Guingamp 04x CS Sedan (inclusief Sedan Torcy, 1x) 03x AS Cannes 01x Stade Lavallois 03x AS Nancy-Lorraine 03x Nîmes Olympique 02x Stade français 02x Troyes AC 01x Angers SCO 01x AS Angoulême 01x SM Caen 01x LB Châteauroux 01x FC Gueugnon 01x FC Lorient 01x RC Paris 01x FC Rouen |

## Vrouwen
NB Klikken op de clubnaam geeft een link naar het Wikipedia-artikel over het betreffende toernooi in het betreffende seizoen.
| Seizoen | Women's Cup                                                  |
| ------- | ------------------------------------------------------------ |
| 2001/02 | Toulouse FC                                                  |
| 2002/03 | Toulouse FC                                                  |
| 2003/04 | Juvisy FCF                                                   |
| 2004/05 | Montpellier HSC                                              |
| 2005/06 | Montpellier HSC                                              |
| 2006/07 | Juvisy FCF                                                   |
| 2007/08 | Olympique Lyonnais                                           |
| 2008/09 | Olympique Lyonnais                                           |
| Seizoen | Champions League                                             |
| 2009/10 | Montpellier HSC Olympique Lyonnais                           |
| 2010/11 | Juvisy FCF Olympique Lyonnais                                |
| 2011/12 | Olympique Lyonnais Paris Saint-Germain                       |
| 2012/13 | Juvisy FCF Olympique Lyonnais                                |
| 2013/14 | Olympique Lyonnais Paris Saint-Germain                       |
| 2014/15 | Olympique Lyonnais Paris Saint-Germain                       |
| 2015/16 | Olympique Lyonnais Paris Saint-Germain                       |
| 2016/17 | Olympique Lyonnais Paris Saint-Germain                       |
| 2017/18 | Montpellier HSC Olympique Lyonnais                           |
| 2018/19 | Olympique Lyonnais Paris Saint-Germain                       |
| 2019/20 | Olympique Lyonnais Paris Saint-Germain                       |
| 2020/21 | Olympique Lyonnais Paris Saint-Germain                       |
| 2021/22 | Girondins de Bordeaux Olympique Lyonnais Paris Saint-Germain |

### Deelnames
15x Olympique Lyonnais
09x Paris Saint-Germain
04x Juvisy FCF
04x Montpellier HSC
02x Toulouse FC
01x Girondins de Bordeaux
Albanië ·
Andorra ·
Armenië ·
Azerbeidzjan ·
België ·
Bosnië en Herzegovina ·
Bulgarije ·
Cyprus ·
Denemarken ·
Duitsland ·
Engeland ·
Estland ·
Faeröer ·
Finland ·
Frankrijk ·
Georgië ·
Gibraltar ·
Griekenland ·
Hongarije ·
Ierland ·
IJsland ·
Israël ·
Italië ·
Kazachstan ·
Kroatië ·
Kosovo ·
Letland ·
Liechtenstein ·
Litouwen ·
Luxemburg ·
Malta ·
Moldavië ·
Montenegro ·
Nederland ·
Noord-Ierland ·
Noord-Macedonië ·
Noorwegen ·
Oekraïne ·
Oostenrijk ·
Polen ·
Portugal ·
Roemenië ·
Rusland ·
San Marino ·
Schotland ·
Servië ·
Slovenië ·
Slowakije ·
Spanje ·
Tsjechië ·
Turkije ·
Wales ·
Wit-Rusland ·
Zweden ·
Zwitserland

Historie:
DDR ·
Joegoslavië ·
Saarland ·
Sovjet-Unie ·
Tsjecho-Slowakije